# Gentiana macgregoryi
Gentiana macgregoryi là một loài thực vật có hoa trong họ Long đởm. Loài này được Hemsl. mô tả khoa học đầu tiên năm 1899.